# David Hand
David Dodd Hand, conegut artísticament com a Dave Hand (23 de gener de 1900, Plainfield, Nova Jersey, - 11 d'octubre de 1986, San Luis Obispo, Califòrnia) fou un animador i productor estatunidenc.

## Biografia
Després d'una primera experiència com a animador al si dels Bray Studios amb Max Fleischer el 1919 al cèlebre  Out of the Inkwell  després al costat de Walter Lantz, Dave Hand entra als Estudis Disney el 1930.
Treballa com a animador a les  Silly Symphonies, la seva primera participació és a Monkey Melodies .
A partir de 1931, David Hand i Ben Sharpsteen esdevenen els responsables d'equips d'aprenents a  Silly Symphonies , i amb aquest títol són els primers formadors dels animadors dels estudis Disney, abans del curs de Donald W. Graham en 1932.
El 1932, és nomenat director de  Trader Mickey  i es converteix en director a temps complet fins a la seva sortida dels estudis Disney el 1944.
Participa llavors en la creació d'un estudi propi d'animació al Regne Unit, Gaumont British Animation, del qual serà el productor fins al 1950.
Mor el 1986 i fou designat Disney Legends a títol pòstum el 1994.

## Filmografia[4]

### Com a animador
- 1919: Out of the Inkwell
- 1930:
  - Monkey Melodies
  - Pioneer Days
  - Frolicking Fish
  - Arctic Antics
  - Midnight in a Toy Shop
  - Night 
  - Playful Pan
  - The Fire Fighters
  - The Gorilla Mystery
  - The Picnic
  - Winter
  - Pioneer Days
  - Playful Pan
- 1931:
  - The Birthday Party
  - Birds of a Feather
  - Traffic Troubles
  - The Castaway
  - Mother Goose Melodies
  - The Moose Hunt
  - The China Plate
  - The Delivery Boy
  - Mickey Steps Out
  - The Cat's Nightmare
  - Egyptian Melodies
  - Fishin' Around
  - Mickey Cuts Up
  - Mickey's Orphans
  - The Barnyard Broadcast
  - The Beach Party
  - The Birthday Party
  - The Castaway
  - The Fox Hunt
  - The Ugly Duckling
  - Traffic Troubles
- 1932:
  - Bugs in Love
  - Flowers and Trees
  - Just Dogs
  - King Neptune
  - Mickey in Arabia
  - Mickey's Nightmare
  - The Bears and the Bees
  - The Bird Store
  - The Duck Hunt
  - The Grocery Boy
  - The Mad Dog
  - The Wayward Canary
  - The Whoopee Party
  - Trader Mickey
- 1943: Victory Through Air Power

### Com a director
- 1926: The Tail of the Monkey
- 1927: The Cat's Nine Lives
- 1932: Trader Mickey
- 1933:
  - Building a Building
  - The Mad Doctor
  - Birds in the Spring
  - The Mail Pilot
  - Old King Cole
  - Camping Out
  - Mickey's Steamroller
  - The Flying Mouse
  - The Dognapper
  - 1935:
  - Mickey's Man Friday
  - The Robber Kitten
  - Mickey's Kangaroo
  - Who Killed Cock Robin?
  - Three Orphan Kittens
- 1936:
  - Three Little Wolves
  - Thru the Mirror
  - Alpine Climbers
  - Three Blind Mouseketeers
  - Mickey's Elephant
  - The Country Cousin
  - Mother Pluto
  - More Kittens
- 1937:
  - Mickey Magicien
  - Little Hiawatha
  - La Blancaneu i els set nans
- 1938: The Whalers
- 1942: Bambi
- 1980: Mickey Mouse Disco

### Com a productor
- 1948:
  - Wales
  - The Thames
  - The Lion (Felis Leo)
  - The House-Cat (Felis Vulgaris)
  - The Cuckoo
- 1949:
  - The Ostrich
  - It's a Lovely Day
  - Ginger Nutt's Christmas Circus
  - Ginger Nutt's Bee-Bother
  - The Australian Platypus
  - Somerset
  - A Fantasy on Ireland
  - Yorkshire Ditties
  - Sketches of Scotland
  - Cornwall
  - Canterbury Road
- 1950:
  - Ginger Nutt's Forest Dragon
  - A Fantasy on London Life
  - Devon Whey
- 1962: Exploring (sèrie TV)
- 1997: Animaland (vídeo)